# Alberto Asquini
Alberto Asquini (Tricesimo, 12 agosto 1889 – Roma, 25 ottobre 1972) è stato un giurista e politico italiano.

## Biografia
Dopo essersi laureato a Padova nel 1912, partecipò alla guerra di Libia.
Allievo e assistente di Cesare Vivante e di Alfredo Rocco, iniziò la cua carriera accademica nel 1915 come professore incaricato di diritto commerciale presso università di Urbino. Straordinario dal 1916, ottenne anche la libera docenza a Padova. Divenuto ordinario nel 1918, insegnò presso le università di Sassari, Messina, Trieste (di cui fu anche il primo rettore dal 1924 al 1926), Pavia, Padova e, dal 1935, Sapienza di Roma, dove concluse la sua carriera accademica nel 1964.
Nel 1925 fu tra i firmatari del manifesto degli intellettuali fascisti. Fu deputato al Parlamento dal 1929 al 1939, membro della commissione parlamentare per la riforma dei codici e, dalla sua istituzione nel 1939, membro della Camera dei fasci e delle corporazioni. Fu presidente della provincia di Udine dal 1930 al 1932.
Nel 1932 fu nominato da Mussolini sottosegretario di Stato al ministero delle corporazioni, incarico che ricoprì fino al 1935, quando, con l'avvicinarsi della guerra d'Etiopia, la sua idea di ridurre ulteriormente il ruolo degli istituti pubblici di credito industriale entrò in conflitto con la linea governativa.
Prese parte come capitano anche alla seconda guerra mondiale. Dopo l'8 settembre 1943 fu nominato dal governo della Repubblica di Salò commissario straordinario dell'IRI, incarico che svolse fino alla Liberazione il 25 aprile 1945. Nel dopoguerra fu sottoposto a procedimento di epurazione e sospeso dall'insegnamento, ma nel 1948 i provvedimenti a suo carico furono annullati dal Consiglio di Stato.
Fu membro delle commissioni per la riforma del codice di commercio e del codice civile che si sono succedute dal 1922 al 1942. In particolare, ebbe la presidenza della commissione ministeriale per la predisposizione del codice di commercio costituita nel settembre 1939. Nel dicembre 1940, a seguito alla decisione di abbandonare tale codice per attuare l'unificazione del diritto privato, fu nominato vice presidente (nei fatti presidente effettivo) del sottocomitato per la redazione del libro V "del lavoro" del codice civile del 1942. Ispiratore di numerosi provvedimenti legislativi, molti dei quali, come la legge sulla cambiale e sull'assegno (r.d. 14 dic. 1933, n. 1669 e 21 dic. 1933, n. 1736), rimasti in vigore fino ai giorni nostri, fu anche presidente del comitato che redasse la legge fallimentare del 1942, anch'essa in parte ancora vigente.
Il suo contributo alla scienza giuridica fu estremamente rilevante, in particolare alla scienza del diritto commerciale e al suo rinnovamento. Fu socio dell'Accademia Nazionale dei Lincei dal 1967. Collaborò nel dopoguerra con la rivista "Pagine Libere", diretta da Vito Panunzio. Fra i suoi allievi sono da ricordare Giorgio Oppo, Agostino Gambino, Pietro Sette e Angelo de Martini.

## Opere principali
- Il contratto di trasporto terrestre di persone, 1915
- Scritti giuridici, 3 voll, 1936, 1939, 1961
- I titoli di credito, 1939, nuova ed. 1951
- Corso di diritto commerciale, 1940